# Internowanie ORP Orzeł
Internowanie ORP Orzeł – splot wydarzeń związanych z internowaniem w Tallinnie (Estonia) polskiego okrętu podwodnego ORP „Orzeł” we wrześniu 1939 roku. „Orzeł”, który został internowany w Tallinnie po tym, jak zawinął tam w celu wyokrętowania niedysponowanego dowódcy i naprawy drobnych uszkodzeń, dzięki determinacji załogi zdołał uciec z portu, i pomimo braku map kontynuował służbę na Bałtyku, a następnie przedarł się do Wielkiej Brytanii.

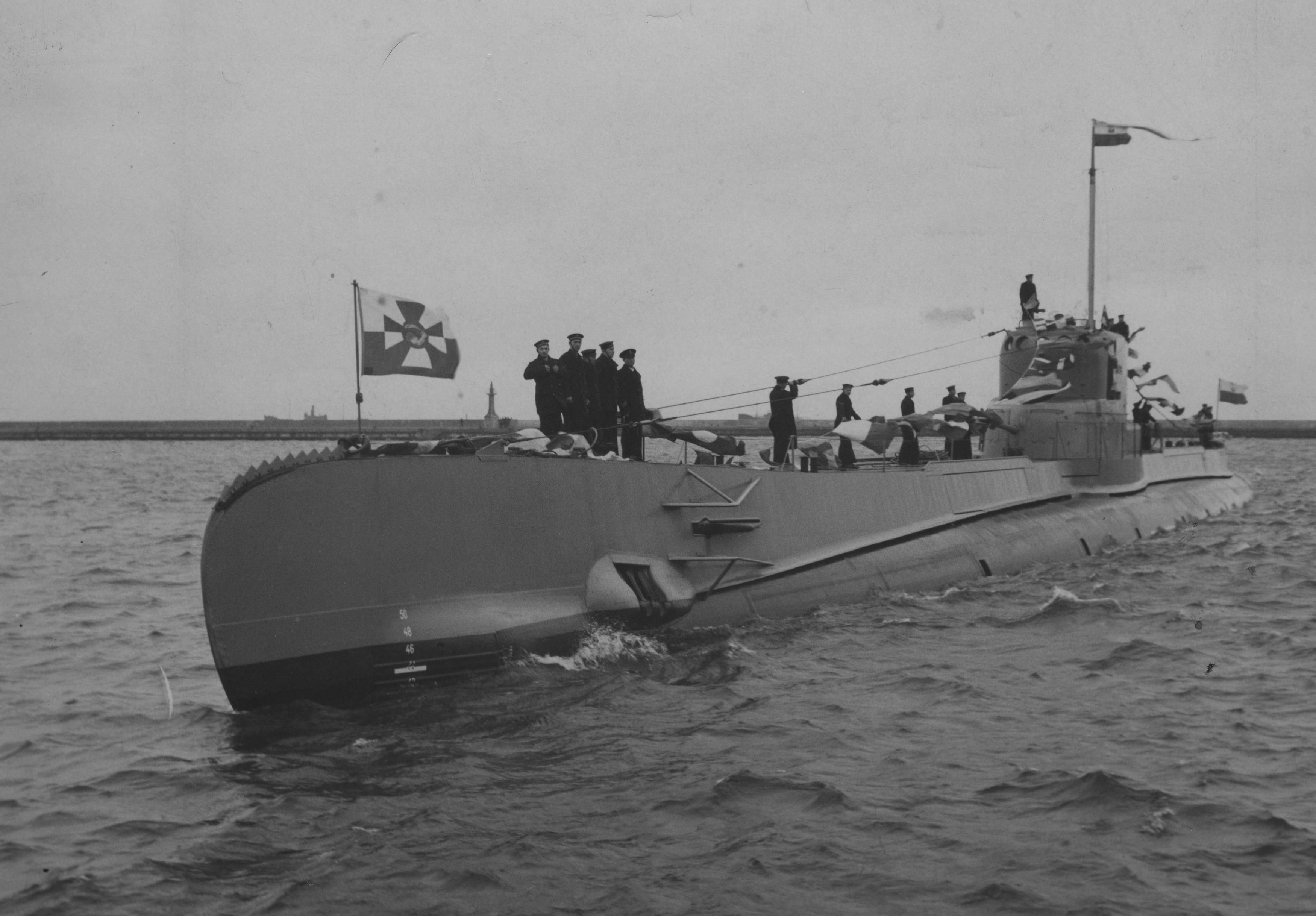
ORP „Orzeł” w pełnej gali banderowej (1939)

## Tło wydarzeń
Po wybuchu II wojny światowej, w pierwszej połowie września ORP „Orzeł” pełnił służbę patrolową w Zatoce Gdańskiej i na środkowym Bałtyku. W związku z niedyspozycją dowódcy okrętu, kmdr. ppor. H. Kłoczkowskiego, dowódca Dywizjonu Okrętów Podwodnych kmdr A. Mohuczy po konsultacji z dowództwem Floty nakazał wysadzenie dowódcy okrętu w jednym z neutralnych portów bałtyckich i kontynuowanie działania pod dowództwem zastępcy dowódcy, kpt. mar. Jana Grudzińskiego, bądź podejście do Helu w celu zmiany dowódcy. Polecono również natychmiastowe zameldowanie o podjętej decyzji. Kmdr Kłoczkowski nie przyjął sugestii podkomendnych, namawiających go do skrytego, nocnego wyokrętowania w pobliżu Gotlandii lub innego neutralnego portu, bez oficjalnego zawijania do portu. Uzasadniał to chęcią uniknięcia aresztowania i wsadzenia do więzienia, które, jak sądził, groziło mu w wypadku nieoficjalnego wyokrętowania. Zdecydował się na skierowanie do portu w Tallinnie, powołując się na to, że skorzystanie z tamtejszej pomocy będzie ułatwione w związku ze znajomościami, które nawiązał w trakcie służby w marynarce rosyjskiej oraz w trakcie wizyt kurtuazyjnych w Tallinnie okresie przedwojennym .

## Internowanie
14 września 1939 roku „Orzeł”, płynąc na powierzchni z zapalonymi światłami pozycyjnymi i pod banderą, wpłynął na wody Zatoki Tallińskiej i przed północą stanął w dryfie na redzie portu w Tallinnie. Pilot portowy, który przybył na okręt po wezwaniu aldisem, odmówił zabrania do lekarza niedysponowanego kmdr. Kłoczkowskiego i odpłynął po instrukcje do władz portowych. Około 2 w nocy na okręt przybyła delegacja oficerów estońskich, pod przewodnictwem kmdr. ppor. Mihkela Kõvameesa, która miała ustalić przyczyny wizyty „Orła”. Poinformowano ich, że przyczyną wejścia na wody estońskie jest konieczność udzielenia pomocy medycznej dowódcy „Orła”. Ponieważ Estończycy nie uznali tego za wystarczające uzasadnienie dla udzielenia azylu, kmdr Kłoczkowski poinformował ich również o tym, że okręt ma awarię, która wymaga naprawy (uszkodzona była sprężarka wysokoprężna). Delegacja estońska dokonała inspekcji okrętu, kmdr Kłoczkowski uzyskał zgodę na skorzystanie z pomocy lekarskiej w tallińskim szpitalu i wraz z komisją, na pokładzie motorówki portowej nr 10, udał się na ląd około godziny 3 nad ranem 15 września. Miał tam załatwić wszystkie formalności związane z pobytem okrętu w Tallinnie. Wraz z dowódcą na ląd zszedł również ppor. mar. Mokrski, który miał być łącznikiem pomiędzy dowódcą a okrętem, w razie gdyby zaszła konieczność hospitalizacji kmdr. Kłoczkowskiego  .
Kmdr Kłoczkowski wraz z ppor. Mokrskim udali się najpierw do dowódcy floty estońskiej, kmdr. Valeva Mere, gdzie oczekiwał ich także powiadomiony uprzednio polski attaché wojskowy, ppłk. dypl. Stanisław Szystowski. Po złożeniu wyjaśnień co do celu zawinięcia okrętu do Tallinna, kmdr Meere wyraził zgodę na zawinięcie „Orła” do Tallinna celem naprawy uszkodzeń okrętu. Zarazem zakomunikowano im, że ponieważ 15 września z Tallinna ma wyjść niemiecki tankowiec „Thalatta”, polski okręt nie może opuścić portu wcześniej niż 24 godziny po wyjściu tej jednostki, co wynikało z przepisów prawa międzynarodowego . Po tej rozmowie Kłoczkowski udał się do szpitala. Ponieważ lekarze orzekli o konieczności hospitalizacji, ppor. Mokrski, który w międzyczasie przeszedł drobny zabieg dentystyczny, powrócił około godziny 6 rano na okręt i zawiadomił kpt. Grudzińskiego o decyzji władz portowych oraz o tym, że kmdr Kłoczkowski pozostał w szpitalu – w związku z tym kpt. Grudziński przejął obowiązki pełniącego dowództwo nad „Orłem”  .

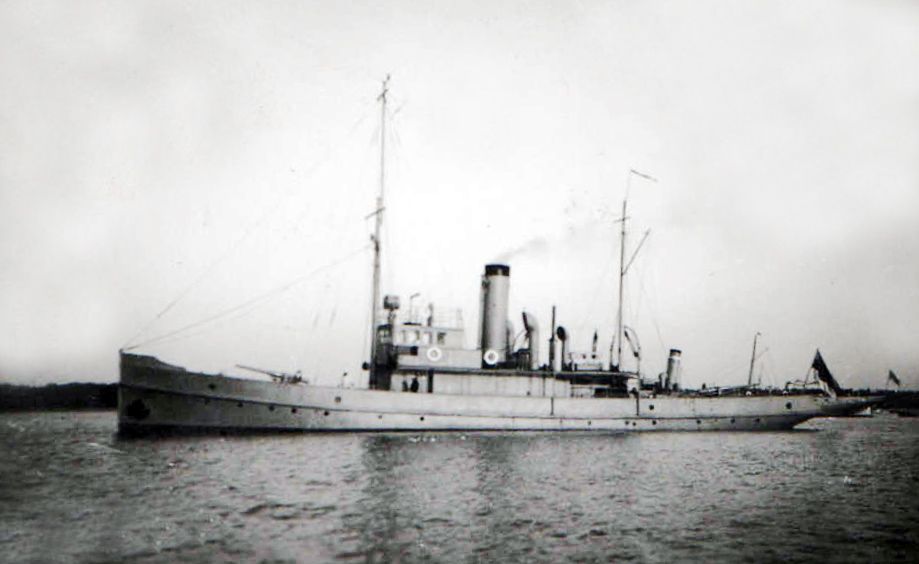
Estońskie awizo (kanonierka) „Laine”, która asystowała przy internowaniu „Orła” w Tallinnie.

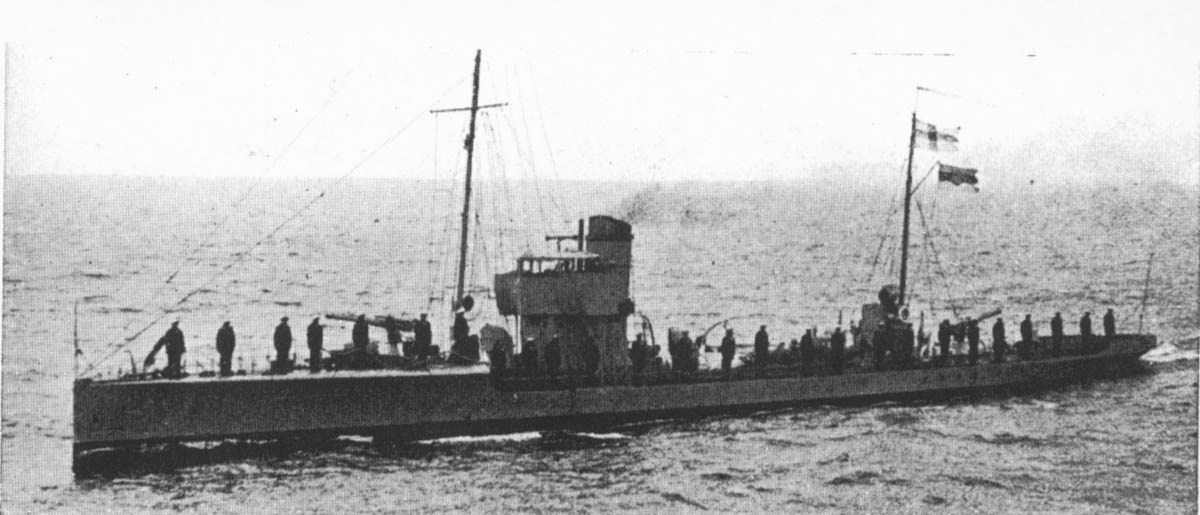
Estoński torpedowiec „Sulev”, który asystował przy internowaniu „Orła” w Tallinnie.

Jednocześnie sprawy na lądzie uległy komplikacji. Estońska komisja, która wizytowała „Orła”, przekazała naczelnemu dowódcy Estońskich Sił Zbrojnych, gen. Johanowi Laidonerowi, swój raport, w którym stwierdzała, że uszkodzenia zgłoszone przez Polaków nie są poważne i nie zagrażają bezpieczeństwu okrętu, w związku z tym, w świetle obowiązującego w Estonii prawa, nie stanowi to wystarczającej przesłanki do udzielania polskiemu okrętowi azylu. W konsekwencji pomiędzy godziną 6 a 10.30 tego dnia Estończycy zadecydowali o internowaniu polskiego okrętu  .
Tuż przed południem 15 września do „Orła” stojącego na redzie podpłynęły trałowiec „Sulev” i awizo „Laine” oraz holownik. Kpt. Grudziński został poinformowany o internowaniu okrętu i załogi. „Orzeł” został zaholowany do basenu portu wojennego w Tallinnie. Estończycy zabrali pomoce nawigacyjne, mapy i dziennik okrętowy, rozpoczęli rozbrajanie załogi i okrętu. Okręt wzięto pod straż: w pobliżu cumowały okręty estońskie, na okręcie wystawiono posterunki – w centrali okrętu, do której doprowadzono łączność telefoniczną z lądem, objął wartę podoficer estoński, przy trapie objął wartę drugi marynarz, kolejny dyżurował przy posterunku straży portowej .
Sprzeciw wobec decyzji estońskiej został wyrażony przez kpt. Grudzińskiego oraz poprzez notę protestacyjną wystosowaną przez polskiego ambasadora Wacława Przesmyckiego. Ambasador powoływał się na poranne ustalenia z władzami portowymi, które udzieliły zgody na skorzystanie z pomocy w Tallinnie i opuszczenie portu w przepisowym czasie po wyjściu niemieckiego statku. Minister spraw zagranicznych Estonii Karl Selter, do którego nota była skierowana, przyznał z przykrością w rozmowie z ambasadorem, że obietnice kmdr. Meere były dane na wyrost. Sprzeciw został odrzucony. Ambasador i attaché wojskowy wobec tego zalecili zastosowanie się do decyzji władz estońskich. Na okręcie zniszczono tajne dokumenty – pod kierunkiem por. Piaseckiego wykonali to bosman Kotecki oraz bosmanmat Świebocki. Nastroje załogi były minorowe, oficerowie i marynarze myśleli o ucieczce, nie chcieli jednak porzucać okrętu. Jako że był on zacumowany rufą w kierunku wyjścia z basenu portowego, którego niewielkie wymiary stanowiły przeszkodę w manewrowaniu, szanse ucieczki były nikłe .

## Ucieczka

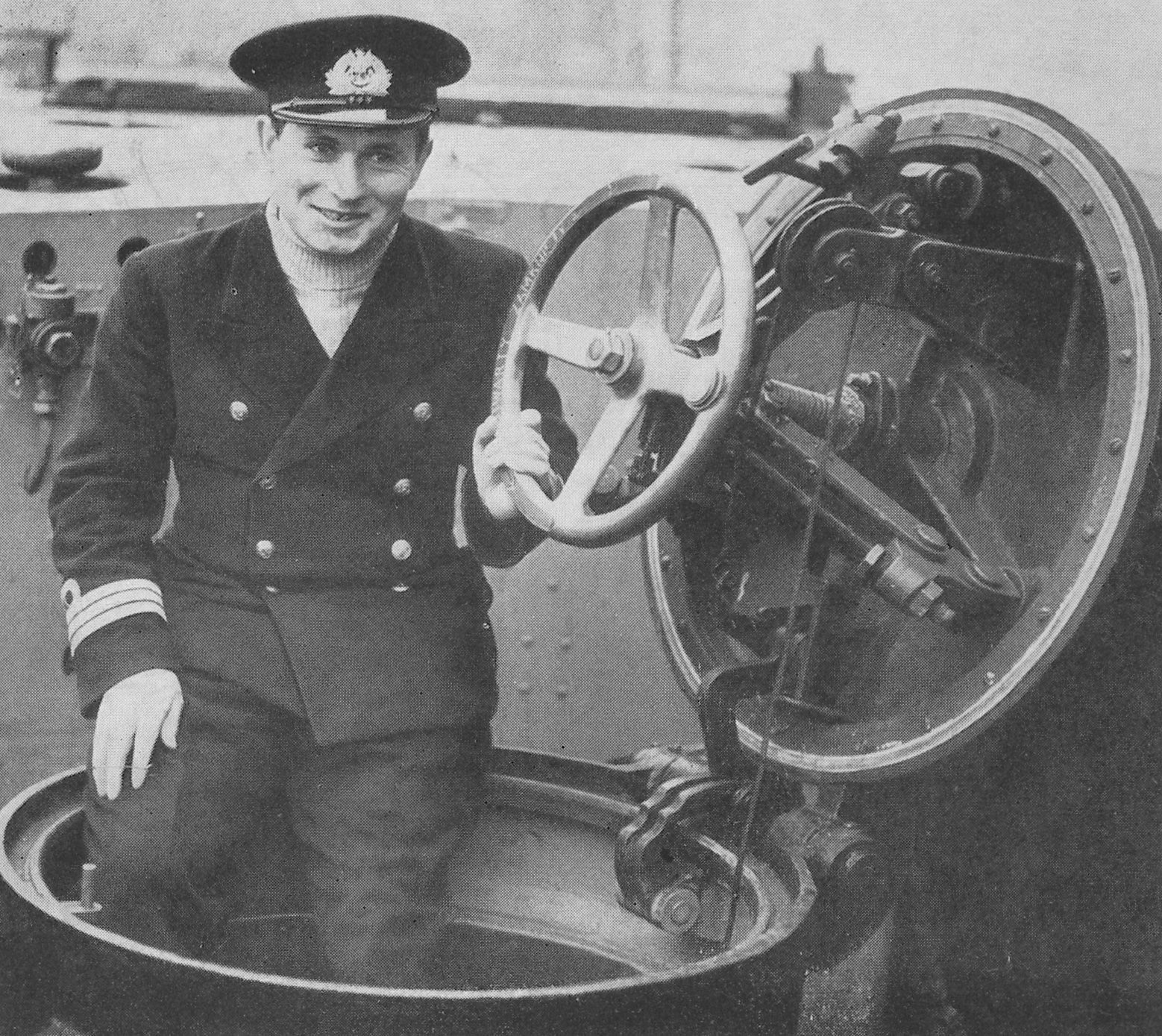
Kapitan marynarki Jan Grudziński – pod jego dowództwem ORP „Orzeł” uciekł z internowania i przedarł się do Wielkiej Brytanii.

Rozbrajanie okrętu kontynuowano 16 września. Podczas wyładowywania torped okazało się, że dźwig portowy ma za krótkie ramię, by wyładować torpedy z rufowych wyrzutni, w związku z tym w dniu następnym holownik miał przestawić okręt dziobem w kierunku wyjścia z portu. Ponadto, w związku z brakiem specjalistów i sił roboczych (16 września wypadała sobota), władze portowe zdecydowały o tymczasowym pozostawieniu na pokładzie polskiej załogi, która pomagać miała w pracach związanych z rozbrajaniem okrętu i demontażem jego urządzeń. Spowodowało to, że szanse ucieczki znacząco wzrosły. Podczas rozbrajania okręt odwiedził drugi sekretarz ambasady brytyjskiej, C.K.O.B. Giffey, który przekazał załodze dwa pudła czekoladek i bukiet biało-czerwonych kwiatów z biletami wizytowymi, na których napisał „God bless you” i „Good luck” (ang.: „Niech wam Bóg błogosławi” i „Powodzenia”). Decyzja o przeprowadzeniu ucieczki zapadła wieczorem 16 września na zebraniu załogi  . W międzyczasie sabotowano i opóźniano na rozmaite sposoby rozbrajanie i demontaż urządzeń okrętowych. Dzięki temu udało się przeszkodzić w wyładowaniu sześciu spośród 20 torped, będących na uzbrojeniu okrętu, rozłączeniu wałów, demontażu radiostacji i żyrokompasu. Przeprowadzono rozpoznanie akwenu portowego, rozmieszczenie estońskich stanowisk, nadpiłowano cumy łączące okręt z nabrzeżem . Kpt. Grudziński zdecydował, że ucieczka nastąpi w nocy z 17 na 18 września, za jej przygotowanie i przeprowadzenie był odpowiedzialny por. Piasecki. Akcję rozpoczęto o godz. 2 w nocy od obezwładnienia obsady dwóch estońskich posterunków, wystawionych na okręcie. Marynarza Borisa Mahlsteina, pełniącego wartę na nabrzeżu, zwabiono na pokład pod pozorem pokazania elementów zamka armaty okrętowej i ogłuszono, mata Rolanda Kirkmaę, pełniącego dyżur w centrali okrętu, bosmanmat Piegżma zastraszył rewolwerem, który udało się ukryć przed przeszukującymi okręt Estończykami. Na okręcie zarządzono alarm, uruchomiono diesle, przecięto kable elektryczne i telefoniczne łączące okręt z lądem. Okręt wychodzący z basenu portowego został oświetlony przez zaalarmowaną obsadę portu światłem reflektorów i ostrzelany z broni maszynowej, wpadł też na niewidoczną w ciemności zachodnią ostrogę falochronu, jednak dzięki zmianie napełnienia rufowych i dziobowych zbiorników balastowych oraz zmiany pracy silników na całą wstecz udało się go z niej ściągnąć. Ucieczkę polskiego okrętu zauważono na torpedowcu „Sulev”, jego załoga załadowała i wycelowała w polski okręt podwodny swoją artylerię, jednak nie doczekała się rozkazu otwarcia ognia od oficera dyżurnego. Rozkaz taki dotarł natomiast do żołnierzy kompanii szkolnej, uzbrojonych w broń ręczną i maszynową, która po alarmie zajęła pozycje na nabrzeżu. Na redzie okręt został ostrzelany przez baterie artylerii nadbrzeżnej. Spośród trzech zaalarmowanych o godzinie 3.50 baterii tylko bateria nr 3 na wyspie Aegna (armaty 130 mm) otworzyła o godzinie 4.15 ogień, wspomagany przez stacje reflektorowe z wysp Aegna i Naissaar. Jednak wkrótce uciekający okręt dotarł do akwenu, którego głębokość pozwoliła na zanurzenie. Z chwilą gdy zatrzymał się i zanurzył się bateria przerwała ogień . Ponieważ akumulatory były rozładowane w 80%  okręt położył się na dnie Zatoki Fińskiej, gdzie pozostał przez resztę nocy i cały następny dzień. Okręty i samoloty estońskie w dniach 19–20 września prowadziły poszukiwania „Orła”, na którym usłyszano 4 echa wybuchów bomb głębinowych  . „Orzeł” wynurzył się na powierzchnię dopiero po zapadnięciu ciemności i rozpoczął ładowanie akumulatorów. Następnie skierował się na wody środkowego Bałtyku, gdzie do 7 października 1939 roku kontynuował działania patrolowe, pomimo braku map. Gdy zapasy paliwa i słodkiej wody niebezpiecznie zmalały okręt przedarł się przez Sund do Anglii.

## Pokłosie
Postępowanie kmdr. Kłoczkowskiego i sposób, w jaki dowodził „Orłem” od chwili rozpoczęcia II wojny światowej, stało się przedmiotem dochodzenia polskiego Morskiego Sądu Wojennego w Londynie. Wyrok wydany dnia 3 sierpnia 1942 roku uznawał kmdr. Kłoczkowskiego za winnego zbrodni przeciwko obowiązkowi wierności żołnierskiej, której przejawem było, m.in., doprowadzenie do internowania i rozbrojenia okrętu wojennego, którym dowodził, a który był w pełni sprawny do prowadzenia działań wojennych. Kmdr Kłoczkowski został skazany na 4 lata więzienia, degradację do stopnia marynarza i wydalenie z Marynarki Wojennej RP. Najwyższy Sąd Wojskowy w 1948 roku wszczął postępowanie w tej sprawie, lecz wyrok sądu niższej instancji nie uległ zmianie. Istnieją kontrowersje, czy wyrok ten był sprawiedliwy, oraz czy kmdr Kłoczkowski był winny zarzucanych mu czynów. Tym niemniej nawet historycy uznający, że kmdr. Kłoczkowskiemu za popełnione czyny zasądzona powinna być kara śmierci, przyznają, że jego proces był nierzetelny i popełniono w jego trakcie błędy proceduralne (nie przesłuchano żyjących świadków z załogi „Orła”, nie rozpatrywano odpowiedzialności KMW za niejednoznaczne dyspozycje w sprawie zawijania przez polskie okręty podwodne do portów neutralnych podczas działań wojennych)  .

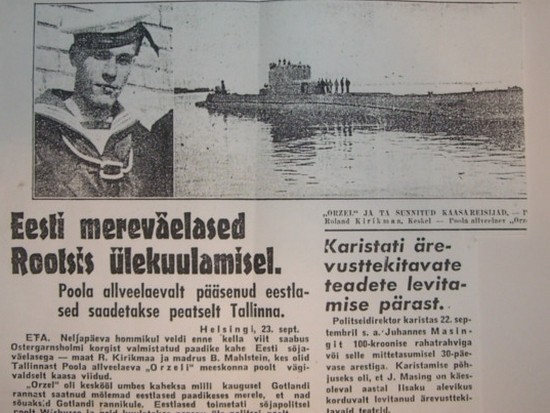
Incydent z Orłem w estońskiej gazecie z epoki

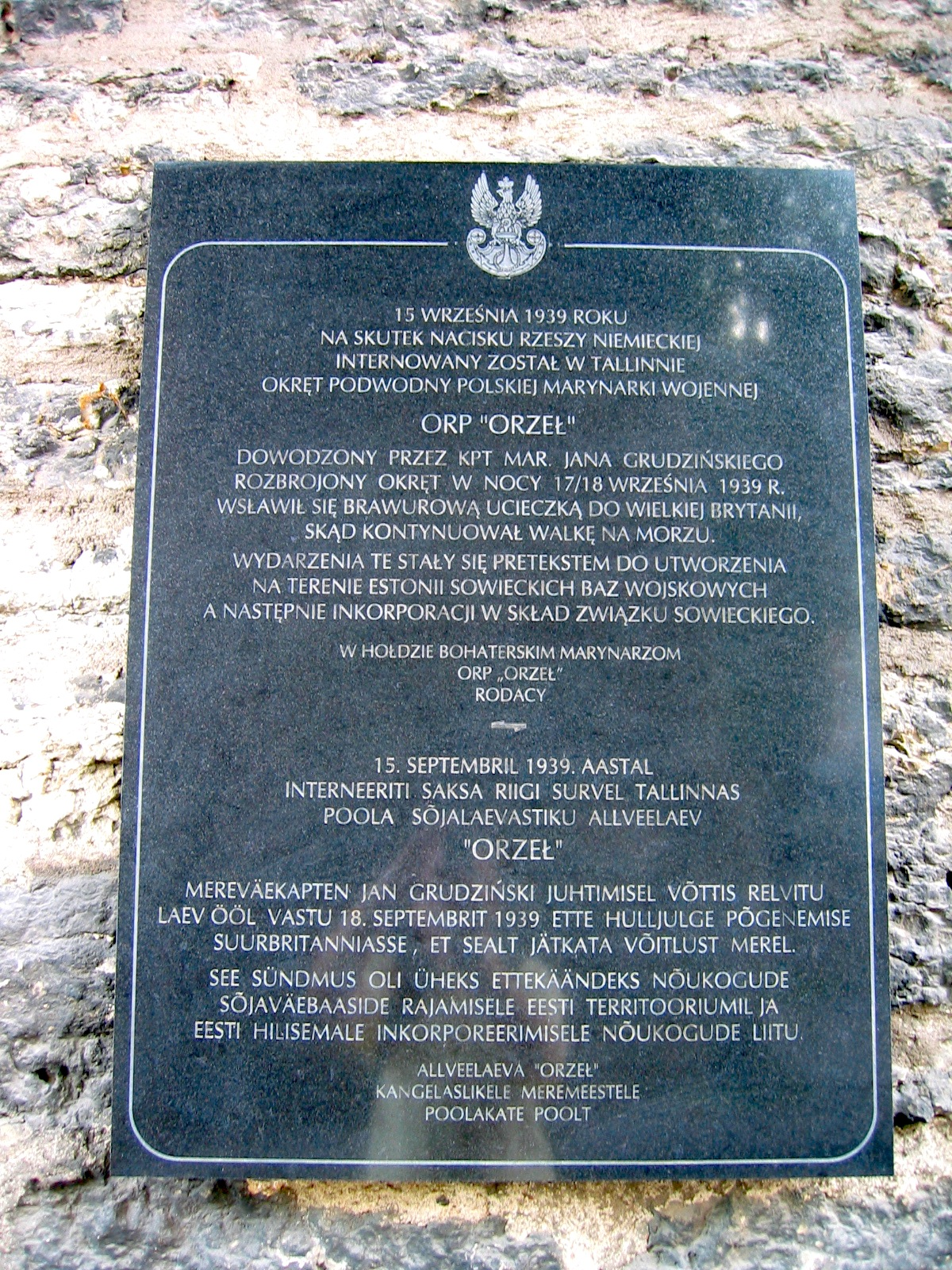
Tablica pamiątkowa w Tallinnie ku czci ORP „Orzeł”

W wyniku śledztwa przeprowadzonego w Tallinnie po ucieczce internowanego „Orła” dowódca marynarki wojennej Estonii kmdr. Valeva Mere i jego szef sztabu kmdr. Rudolfa Linnuste, którzy byli odpowiedzialni za zatrzymanie i rozbrojenie „Orła” oraz internowanie załogi, zostali, decyzją prezydenta Republiki Estońskiej z dnia 18 września 1939 roku, zwolnieni z zajmowanych funkcji ze skutkiem natychmiastowym  . Marynarze estońscy, obezwładnieni na pokładzie „Orła” podczas jego ucieczki: Roland Kirikmaa i Boris Mahlstein, zostali 21 września 1939 roku wysadzeni na szalupę w zatoczce na Gotlandii. Ze Szwecji do Estonii powrócili oni samolotem 24 września 1939 roku. Ich uwolnienie miało wykazać nieprawdziwość wiadomości rozpowszechnianych przez niemieckie rozgłośnie radiowe (i powtarzanych przez BBC), jakoby estońscy strażnicy zostali zamordowani przez Polaków .
Ucieczka „Orła” z Tallinna 18 września została wykorzystana przez decydentów radzieckich jako pretekst do oskarżenia Estonii o sprzyjanie Polsce, ułatwienie ucieczki okrętu oraz udostępnianie przez to państwo „tajnych baz” dla okrętów operujących przeciwko żegludze ZSRR. Radzieckie publikatory 27 września 1939 roku ogłosiły o storpedowaniu na wodach Zatoki Fińskiej statku „Metallist”, zaś następnego dnia o zaatakowaniu przez nierozpoznany okręt podwodny u wejścia do cieśniny Narewskiej statku „Pionier”, który w wyniku tego musiał być osadzony na mieliźnie  . Wiele wskazuje na to, że w rzeczywistości do zatopienia radzieckich statków przez obce okręty podwodne nie doszło, a opisane incydenty były zainscenizowanymi działaniami Floty Bałtyckiej ZSRR, które miały posłużyć jako propagandowy oręż przeciwko rządowi estońskiemu  . Ataki na okręty radzieckie miały być przeprowadzone przez radzieckie okręty podwodny „Щ-303”  lub „Щ-322”, nie jest jednak pewne, czy rzeczywiście ten atak torpedowy miał miejsce  . Nie ma bowiem dowodów, by wymienione jednostki („Metallist” i „Pionier”) uległy w tym czasie zatopieniu – rzekomo zniszczony „Metallist” latem 1940 roku był widziany w Tallinnie, a zatopiony został dopiero w 1941 roku, „Pionier” natomiast w 1940 roku został przebazowany na Morze Kaspijskie  . Nagłośnienie owych „ataków” miało dowieść, że Estonia nie jest w stanie sama ochronić własnych wód terytorialnych, a tym samym uzasadnić akcje floty i lotnictwa ZSRR na obszarze Estonii (m.in. wpływanie przez okręty rosyjskie na wody wewnętrzne Estonii, ostrzeliwanie estońskich wysp, przeloty rosyjskich eskadr bojowych nad stolicą Estonii). Akcje te nie miały związku z zabezpieczeniem rosyjskiej żeglugi, były natomiast obliczone na zaszantażowanie  i sterroryzowanie estońskiego rządu . W rezultacie wzmożona presja dyplomatyczna i militarna ZSRR na rząd estoński zmusiła ten ostatni do podpisania 28 września 1939 roku układu o wzajemnej pomocy z ZSRR, w myśl którego ZSRR utrzymywać mógł własne garnizony wojskowe na terytorium Estonii oraz korzystać z estońskiej infrastruktury wojskowej. Podobne układy narzucone zostały wkrótce potem Łotwie (5 października 1939) i Litwie (10 października) . Było to wstępem do zaplanowanej jeszcze przed wybuchem II wojny światowej w ramach porozumienia pomiędzy III Rzeszą a ZSRR aneksji trzech krajów bałtyckich, która ostatecznie nastąpiła w 1940 roku  .
ORP „Orzeł” wraz z ORP „Wilk”, który również przedarł się z Bałtyku do Anglii, oraz niszczycielami ORP „Burza”, „Błyskawica” i „Grom”, które przybyły tam wcześniej w ramach planu „Peking”, utworzyły zalążek odbudowy polskiej Marynarki Wojennej u boku Royal Navy.